# Jealousy (film 1911)
Jealousy è un cortometraggio muto del 1911. Il nome del regista non viene riportato nei credit del film che, prodotto dalla Vitagraph, fu interpretato da Florence Turner.

## Produzione
Il film fu prodotto dalla Vitagraph Company of America.

## Distribuzione
Distribuito dalla General Film Company, il film - un cortometraggio in una bobina - uscì nelle sale cinematografiche USA il 4 settembre 1911. Nelle proiezioni, veniva programmato con il sistema dello split reel, accorpato in un'unica bobina con un altro cortometraggio prodotto dalla Vitagraph, il drammatico A Friendly Marriage.